# Ring Djursland
Ring Djursland er et motorsportsanlæg beliggende ved landsbyen Pederstrup, få kilometer nordøst for Tirstrup Lufthavn, i Syddjurs Kommune. Det er en af blot 3 asfaltbaner i Danmark, der bliver brugt til at køre motorløb. De to andre er Padborg Park og FDM Jyllandsringen.
Ud over motorsportsløb bliver anlægget brugt til trackdays, MC-kurser, kurser i køreteknik og til køreskoleundervisning.
Ring Djursland er ejet af Tradium Transport Uddannelsescenter Djursland.

## Banen
Ring Djursland har en banelængde på 1752 meter med 2 venstresving og 4 højresving. Det gør det til den korteste af de danske asfaltbaner. På sit smalleste sted er banen 9 meter, mens den er 18 meter på sit bredeste.
Banen er karakteriseret ved et teknisk og udfordrende layout med en kombination af hurtige sving, langsomme hjørner og en niveauforskel på 15 meter mellem den højeste og laveste punkt.
Navngivne dele af banen inkluderer Trapperne før sving 1, hvor banen først falder og derefter stiger, Depotsvinget i sving 3 og Skoven i svingkombinationen 4 og 5, som ofte er afgørende for en hurtig omgangstid på banen.

## Historie[2]
Ring Djursland åbnede den 29. august 1965 på initiativ af Jens Christian Legarth, der også designede det originale banelayout, der dengang kun var på 800 meter med en langside på blot 250 meter og tre højresving og et venstresving.
I banens første levetid var det Aarhus Automobil Sport, der stod for løbsarrangementerne. Til åbningsløbet havde banen besøg af standardvogne, gruppe 4 sportsvogne og Formel 3-biler. Jens Christian Legarth deltog selv som Formel 3-kører og vandt første heat i klassen samt hurtigste omgangstid på blot 27 sekunder.
Allerede til 1966-sæsonen blev Ring Djursland udvidet med et hårnålesving og en flytning af det længste sving længere mod øst.  I 1967 var banen scene for den alvorligste ulykke i dansk motorsport. Det tog livet af Jens Christian Legarth og kvæstede yderligere 5 personer.
Ring Djursland skiftede ejer i 1969, hvor Annie Legarth solgte banen til sin far, Gunnar Henriksen. Han igangsatte en række forbedringer af banen og opkøbte flere arealer til depot og parkering. Men allerede få år senere solgte han banen videre til Ancher Larsen.
Den nye ejer havde mange planer med banen. Asfaltbanen skulle suppleres med både en jordbane og en motocrossbane, ligesom der skulle opføres et cafeteria, mens kørselsretningen skulle ændres til at gå imod uret. Ikke alle planerne blev til virkelighed, men allerede i 1970 var der sket flere forandringer.
Aarhus Motor Klub Autosport overtog den sportslige afvikling af løbene efter Djurslands Automobil Sports Klub, og kørselsretningen var blevet ændret. Banen fik også et nyt forløb, idet der blev lavet et nyt sving lige inden Trapperne. Det resulterede i en samlet banelængde på godt 1450 meter. Den nye kørselsretning holdt kun en enkelt sæson, og i 1971 var alt tilbage ved det gamle.
Da 1972-sæsonen sluttede, fik Ring Djursland igen en ny ejer, da Ancher Larsen solgte banen til René Koors, hvorefter Ancher Larsen selv fortsatte som ansat vicevært. René Koors byggede i de efterfølgende år den første store bygning på Ring Djursland, som bl.a. blev brugt til dæklager, mens taget ved flere lejligheder blev anvendt som tilskuerpladser.
Oliekrisen og den efterfølgende økonomiske nedtur i Danmark ramte også Ring Djursland. Det betød, at banens ejer, René Koors, måtte aflyse en række planlagte løb i 1975-sæsonen. Året efter, i 1976, blev der ikke afholdt et eneste løb på banen.
Til gengæld blev Ring Djursland ramme for andre aktiviteter, da det daværende Specialarbejderskolen lejede sig ind og blandt andet afviklede køretekniske kurser på banen. I 1976 trak René Koors sig som løbsarrangør. Den rolle blev overtaget af Ulrik Aubertin-Oxholm, som dannede selskabet Aubertin-Oxholm ApS til formålet. I 1977 kunne Ring Djursland derfor igen lægge asfalt til motorløb.
De følgende års motorløb sled så meget på asfalten, så Dansk Automobil Sports Union i 1981 ikke længere ville godkende den til asfaltløb. Året bød også på uoverensstemmelser mellem banens ejer og Djursland Motor Klub Autosport, der i 1981 havde stiftet selskabet Djursrace ApS for at påtage sig de økonomiske forpligtelser ved løbene.
I 1982 solgte René Koors derfor banen til Arbejdsmarkedsdirektoratet, der var den ansvarlige myndighed for den daglige bruger, Specialarbejderskolen. Den tidligere ejer overtog i den forbindelse igen retten til at afvikle motorløb på Ring Djursland.
Første løb måtte dog vente til 1. juli 1984, hvor der blev lagt ny asfalt på banen, så den igen kunne godkendes af Dansk Automobil Sports Union. Her vandt Thorkild Thyrring i Sports 2000.
I 1987 udløb den 5-årige miljøgodkendelse, som Århus Amt havde udstedt i forbindelse med salget af banen i 1982. Behandlingen af en ny godkendelse trak ud, så i 1988 lå Ring Djursland stille hen. I 1989 blev der afviklet et enkelt løb, der også blev brugt til at lave nye støjmålinger på banen. Efter yderligere fire sæsonen uden motorsport på banen, fik Ring Djursland i 1994 en permanent miljøgodkendelse.
Ved genåbningen i 1994 stod Aarhus Motor Klub Autosport med ansvaret for afviklingen af løbene, men flere medlemmer af Djurslands Motor Klub Autosport blev inddraget i arbejdet. De to klubber fusionerede i 1999, hvorefter de sportslige aktiviteter blev videreført af Djursland Motor Klub Autosport.
I 2004 blev den erhvervsdrivende fond Ring Djursland stiftet. Formålet var at finansiere en videreudvikling af banen i samarbejde med den nye ejer, AMU Center Djursland.
Det førte til installation af et permanent støjmålingsanlæg og en støjvold, der afskærmer banen mod landsbyen Pederstrup. I banens østlige ende fik en afkørsel med sand samt autoværn og hele banen fik et nyt lag asfalt. Banen fik dermed det layout, som den har i dag.

## Arrangementer
Nuværende
- Maj: klassiske motorcykler, Classic TT 2023.
- Juni: Super GT/2L, TCR, Legends Cup, DEC, DS3 Cup, TCR/Super GT Weekend
- August: Historisk 65, 71, 76, 81, 85, 92, Formel, Arion Racing Championship, Seven Racing, moderne/klassisk MC, Historisk Weekend
- September: Special Saloon, Super Cup, 1600 Challenge, Formel 4/5, DEC, Youngtimer klasse 1, 2, 3 og 4, Septemberløb.

Ud over motorløb er der en række andre arrangementer på Ring Djursland
- Køreskoleundervisning
- Køretekniske kurser

## Banerekorder[4]
De officielle hurtigste omgangstider skal sættes under et løb. Hurtigste tid er sat af Henrik Lilja i 2012.
| Klasse                           | Tid                   | Dato                  | Navn                      | Bil                        |
| Fuld bane: 1750 meter            | Fuld bane: 1750 meter | Fuld bane: 1750 meter | Fuld bane: 1750 meter     | Fuld bane: 1750 meter      |
| -------------------------------- | --------------------- | --------------------- | ------------------------- | -------------------------- |
| Go-Kart 250cc                    | 00:46,597             | 16-09-2012            | Henrik Lilja              | PVP Super Kart             |
| Special Saloon Car               | 00:46,849             | 9-06-2024             | Valdemar Eriksen          | Ligier JS-P320             |
| Formel Renault 2000              | 00:47,440             | 07-08-2005            | Jesper Wulff Laursen      | Tatuus                     |
| SuperSport 600 - SuperBike       | 00:48,116             | 12-06-2016            | Simon Tirsgaard           | BMW S1000RR                |
| Danish Endurance Championship    | 00:48,146             | 05-06-2021            | Valdemar Eriksen Racing   | Audi R8 LMS GT3 EVO I      |
| Super Bike / Super Sport         | 00:48,228             | 10-06-2018            | Simon Tirsgaard           | BMW S1000RR                |
| MC Super Challenge               | 00:48,660             | 13-09-2009            | Steven Tirsgaard          | Honda CBR 1000             |
| MC Zenergy Superchallenge        | 00:48,663             | 21-06-2015            | Simon Tirsgaard           | BMW                        |
| Formel 5                         | 00:48,797             | 17-09-2017            | Aske Nygaard Bramming     | Mygale Sj08 F5             |
| Formel Ford                      | 00:48,889             | 15-05-2016            | Christian Rasmussen       | Mygale SJ07                |
| Danish Thundersport Championship | 00:48,976             | 11-06-2017            | Kasper H. Jensen          | Ford Mustang               |
| Super GT                         | 00:49,360             | 23-06-2019            | Kevin Rossel              | Mitjet                     |
| Formel 4                         | 00:49,702             | 17-09-2017            | Benjamin Bailly           | Mygale                     |
| Formel 4 - 5                     | 00:49,869             | 11-06-2017            | Daniel Lundgaard          | Mygale F4                  |
| Formel 2000                      | 00:49,903             | 16-05-1999            | Jason Workman             | Van Diemen RF 99           |
| TCR Denmark                      | 00:50,625             | 26-09-2020            | Martin Andersen           | Hyundai I30 N              |
| Historisk Formel                 | 00:50,820             | 06-09-2014            | Ivan Andersen             | Opel Lotus                 |
| Division #                       | 00:51,346             | 14-08-2010            | Claus Møller              | PRC Gulf C3                |
| DTC                              | 00:51,807             | 15-08-2010            | James Thompson            | Honda Accord               |
| Rookie 600-1000 - Moto3+ - 4½    | 00:52,029             | 11-06-2016            | Frank Hansen              | Honda 1000RR               |
| Peugeot Spider Cup TOTAL         | 00:52,038             | 13-09-2009            | Ronnie Bremer             | Peugeot Spider             |
| Arion Racing Championship        | 00:52,220             | 26-09-2020            | Christian Sørensen        | Arion S2 Honda Fireblade   |
| Formel Ford 1600                 | 00:52,546             | 13-09-1998            | Michael Pedersen          | Van Diemen RF 92           |
| Seven Racing                     | 00:52,654             | 14-08-2022            | Carsten Lauridsen         | Seven Hayabusa             |
| Historisk 76-81 90               | 00:53,010             | 06-09-2015            | Jan Heiselberg            | BMW 3,5                    |
| Historisk 76                     | 00:53,062             | 09-09-2018            | Mike Legarth              | De Tomaso Pantera          |
| Youngtimer                       | 00:53,966             | 10-06-2018            | Michael Skipper           | BMW                        |
| Super Cup                        | 00:54,138             | 15-08-2015            | Kim Lund Johansen         | Seat Leon                  |
| Youngtimer 1                     | 00:54,470             | 09-09-2018            | Sebastian Petersen        | Toyota Supra               |
| Youngtimer 1-3-4                 | 00:55,183             | 01-09-2019            | Kim König                 | Peugeot                    |
| Renault Clio Cup                 | 00:55,360             | 07-08-2005            | Henrik Larsen             | Renault Sport Clio 2,0 16V |
| Historisk 71 over 1300 cc        | 00:55,633             | 07-09-2014            | John Gertsen              | Datsun                     |
| Historisk 71                     | 00:55,992             | 01-09-2019            | Steffen Lykke Gregersen   | BMW                        |
| Historisk Club Race              | 00:56,081             | 29-05-2005            | Henrik Ølsgård            | Volvo 240 Turbo            |
| Youngtimer 2                     | 00:56,087             | 09-09-2018            | Ole Sondrup               | BMW                        |
| Historisk 65                     | 00:56,717             | 14-05-2017            | Ulrik Weiss               | TVR                        |
| Socko Super Cup                  | 00:56,770             | 29-05-2005            | Jens Hansen               | BMW 325 i E36              |
| DS3 cup                          | 00:56,789             | 16-08-2015            | Rasmus Klarskov           | Citroën DS3 Cup Racer      |
| OK Mobil 1 Legends Cup           | 00:57,083             | 10-05-2015            | Kevin Verner              | Chevrolet                  |
| Youngtimer 2-3                   | 00:57,629             | 11-06-2017            | Anders Tage Jensen        | BMW                        |
| Aquila Synergy                   | 00:58,315             | 06-05-2018            | Bastian Buus              | Aquila                     |
| Youngtimer 3                     | 00:58,601             | 09-09-2017            | Michael Nymark            | BMW                        |
| FDM Sport                        | 00:58,742             | 11-09-2016            | Christian Lundgaard       | Aquila Synergy             |
| 1600 Challenge                   | 00:59,012             | 17-09-2017            | Jesper Gregersen          | Honda                      |
| Gruppe N 2000                    | 00:59,048             | 29-05-2005            | Christian Pedersen        | Renault Megane II          |
| OK Saxo Cup                      | 00:59,181             | 07-08-2005            | Jørn Vestegaard           | Citroën Saxo VTS           |
| Gruppe N 1600                    | 00:59,537             | 29-05-2005            | Bent Tronhjem             | Peugeot 106 GTI            |
| Historisk 71 0-1300cc            | 01:00,405             | 10-09-2017            | Frank Lindbjerg Jørgensen | Morris                     |
| Suzuki Swift Cup                 | 01:00,540             | 05-06-2011            | Steffen Petersen          | Suzuki Swift Sport         |